# Xylota xanthocnema
Xylota xanthocnema là một loài ruồi trong họ Ruồi giả ong (Syrphidae). Loài này được Collin mô tả khoa học đầu tiên năm 1939. Xylota xanthocnema phân bố ở vùng Cổ Bắc giới